# Mănășturel
Mănășturel – wieś w Rumunii, w okręgu Kluż, w gminie Cuzdrioara. W 2011 roku liczyła 642 mieszkańców.